# Japans maritima självförsvarsstyrkor

Den japanska örlogsflaggan.

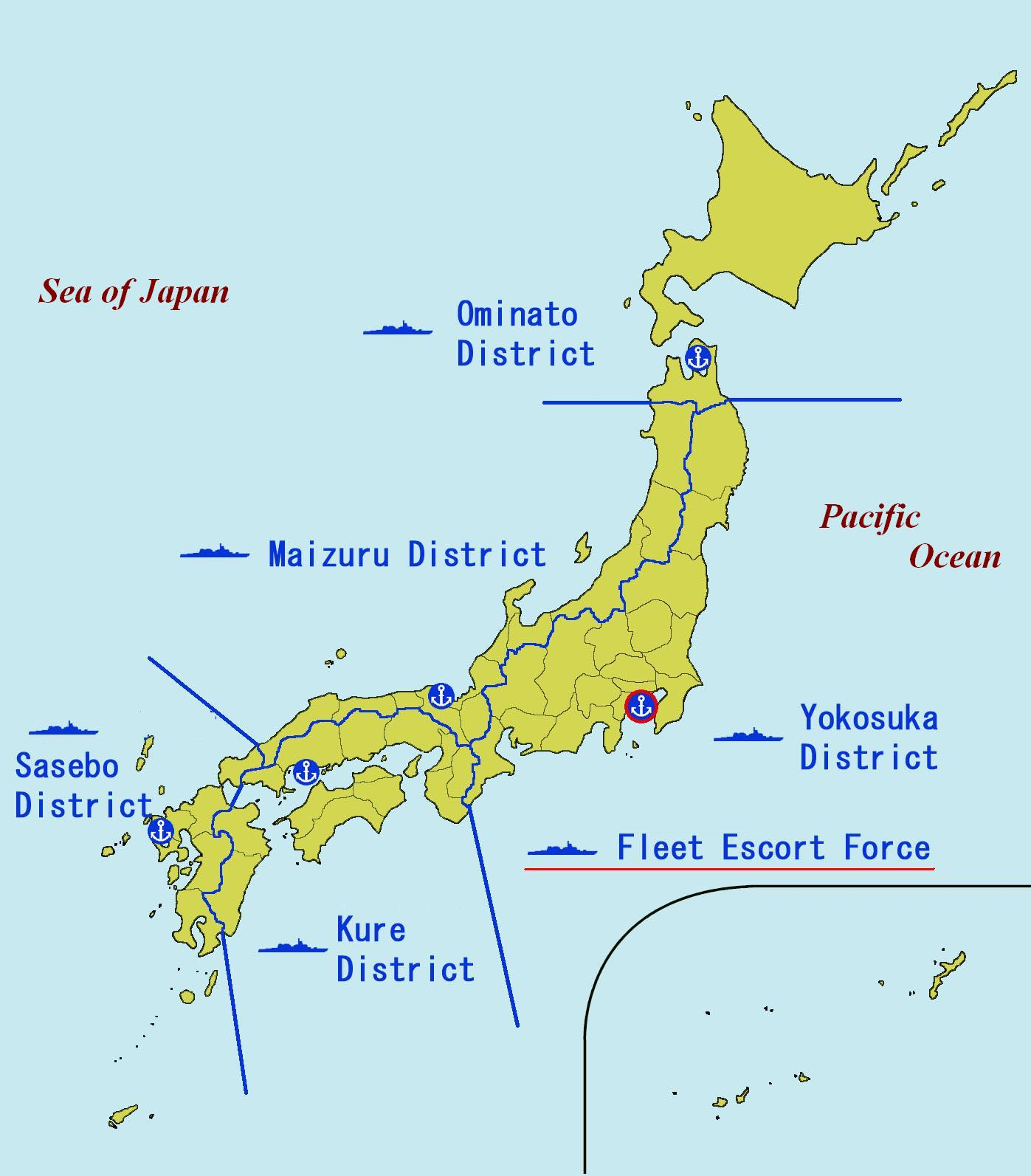
Marindistrikt och baser.

Japans maritima självförsvarsstyrkor (japanska: 海上自衛隊); förkortning: JMSDF (海自 Kaiji?); även informellt Japans flotta, är den marina delen av Japans självförsvarsstyrkor som upprättades 1954.
Den maritima självförsvarsstyrkan bestyr av cirka 100 fartyg och 170 flygfarkoster.

## Bakgrund
Efter den japanska kapitulationen 1945 som avslutade det andra världskriget upplöstes föregångaren Kejserliga japanska flottan.
1952 bildades en japansk kustförsvarsstyrka, som 1954 fick namnet maritima självförsvarsstyrkan.
Utöver Japans egna marina stridskrafter fortsätter USA att ha betydande sjömilitära stridskrafter baserade i Japan. 